# Andreas Obst
Andreas Obst (Halle, 13 luglio 1996) è un cestista tedesco.

## Carriera

### Nazionale
Con la Germania ha disputato i Campionati mondiali del 2019, i Giochi olimpici di Tokyo 2020, i Campionati europei del 2022 (nei quali ha vinto la medaglia di bronzo) e i Campionati mondiali del 2023, laureandosi in quest'ultima occasione campione del mondo.

## Statistiche

### Eurolega
| Anno      | Squadra       | PG  | PT | MP   | TC%  | 3P%  | TL%  | RP  | AP  | PRP | SP  | PP   |
| --------- | ------------- | --- | -- | ---- | ---- | ---- | ---- | --- | --- | --- | --- | ---- |
| 2021-2022 | Bayern Monaco | 31  | 3  | 7,0  | 37,7 | 36,2 | 50,0 | 0,4 | 0,2 | 0,1 | 0,0 | 2,9  |
| 2022-2023 | Bayern Monaco | 25  | 14 | 20,0 | 41,2 | 39,5 | 100  | 1,8 | 1,3 | 0,6 | 0,1 | 9,9  |
| 2023-2024 | Bayern Monaco | 22  | 3  | 18,7 | 41,2 | 40,9 | 78,6 | 1,5 | 0,7 | 0,2 | 0,0 | 7,5  |
| 2024-2025 | Bayern Monaco | 36  | 17 | 23,9 | 42,3 | 42,5 | 74,1 | 1,9 | 1,5 | 0,5 | 0,0 | 10,2 |
| Carriera  | Carriera      | 114 | 37 | 17,4 | 41,2 | 40,6 | 80,7 | 1,4 | 0,9 | 0,4 | 0,0 | 7,6  |

### Eurocup
| Anno      | Squadra   | PG | PT | MP   | TC%  | 3P%  | TL%  | RP  | AP  | PRP | SP  | PP   |
| --------- | --------- | -- | -- | ---- | ---- | ---- | ---- | --- | --- | --- | --- | ---- |
| 2014-2015 | Bamberger | 9  | 3  | 5,5  | 30,0 | 35,3 | -    | 0,2 | 0,1 | 0,2 | 0,0 | 2,0  |
| 2019-2020 | Ulma      | 10 | 6  | 25,1 | 42,5 | 42,0 | 94,4 | 1,6 | 1,2 | 0,7 | 0,0 | 10,6 |
| 2020-2021 | Ulma      | 10 | 1  | 23,3 | 46,6 | 51,1 | 62,5 | 2,3 | 2,2 | 0,6 | 0,1 | 11,0 |
| Carriera  | Carriera  | 29 | 10 | 18,4 | 43,1 | 44,6 | 84,6 | 1,4 | 1,2 | 0,5 | 0,0 | 8,1  |

## Palmarès

### Club
- Campionato tedesco: 3

Brose Bamberg: 2015-2016
Bayern Monaco: 2023-2024, 2024-2025
- Coppa di Germania: 2

Bayern Monaco: 2022-2023, 2023-2024

### Nazionale
- Mondiali:

 Cina 2023
- Europei:

 Germania 2022